# Прометей (муниципальный округ)

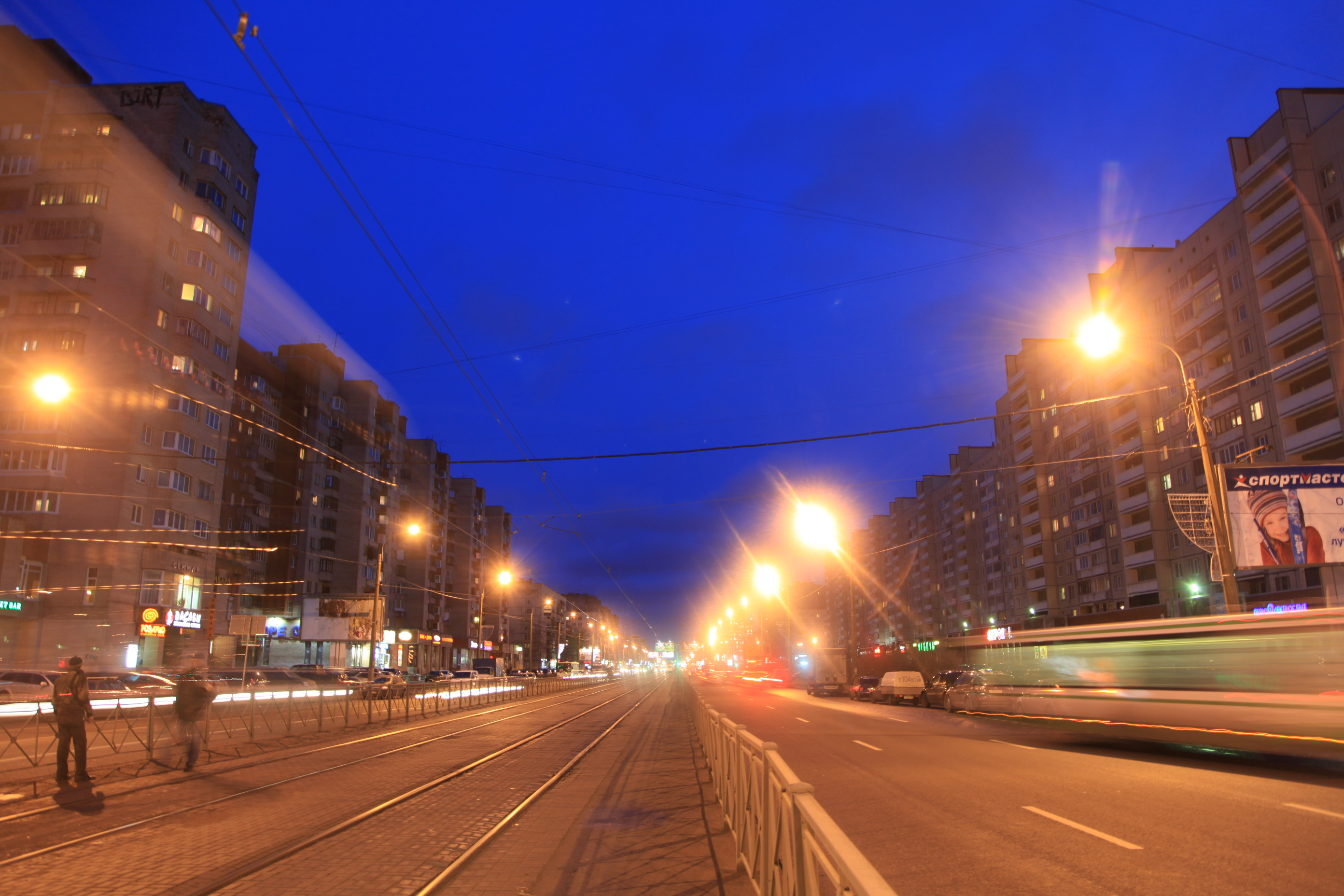
проспект Просвещения

Промете́й — муниципальный округ в составе Калининского района Санкт-Петербурга.
Название округа связано с располагавшимся на его территории кинотеатром «Прометей» и скульптурой парящего Прометея.
Создан в 8 февраля 1998 года как муниципальный округ № 24.
Численность населения (2010 год) — 70 145 человек. Жилой фонд составляет 156 домов.

## Географическое положение

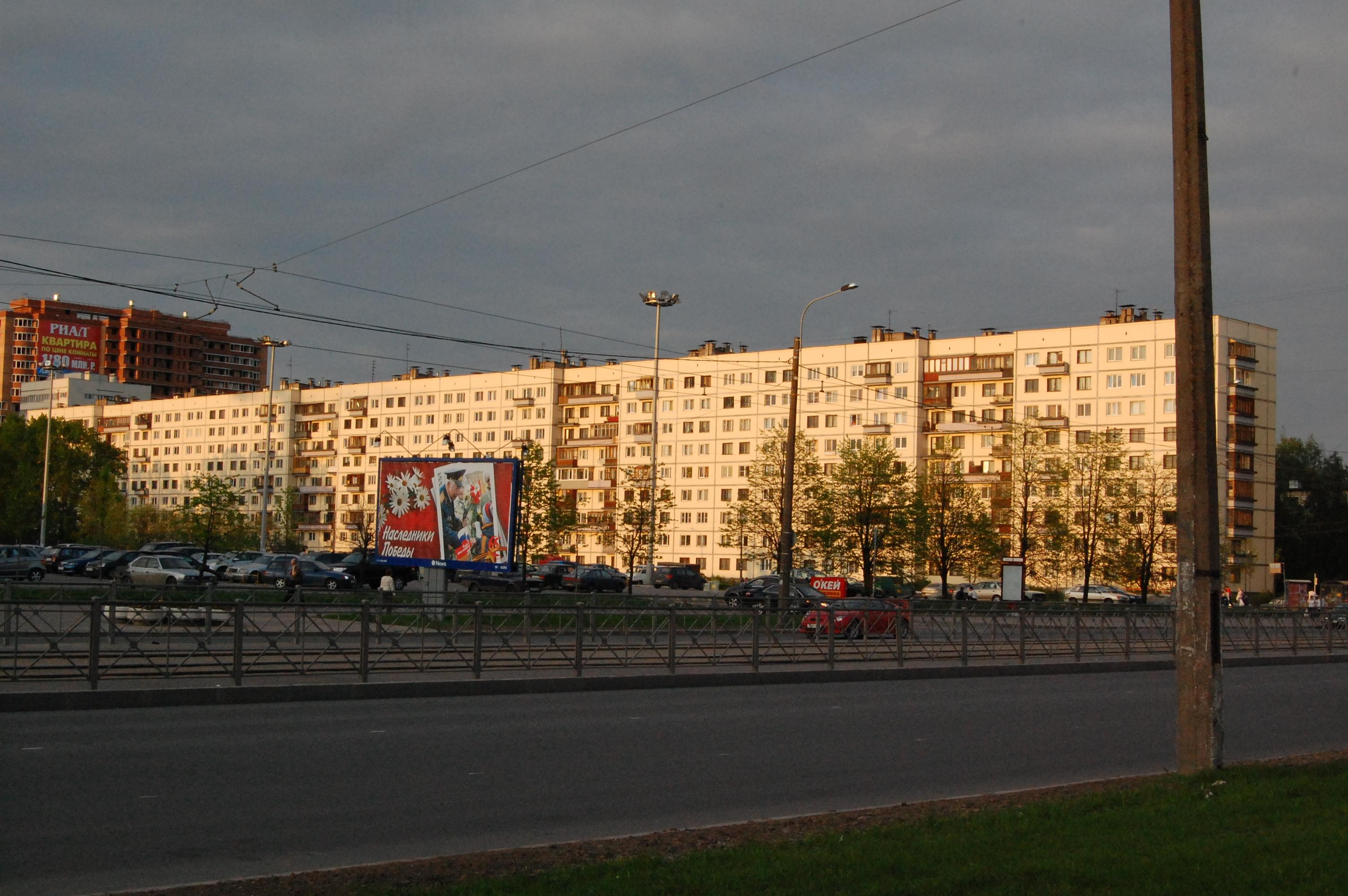
Улица Ушинского (восточная граница округа)

Округ расположен в северной части Санкт-Петербурга.
Граничит:
- на севере — со Всеволожским муниципальным районом Ленинградской области по полосе отвода Кольцевой автодороги
- на востоке — с муниципальным округом № 21 по улице Ушинского
- на юге — с муниципальным округом Академическое по Муринскому ручью

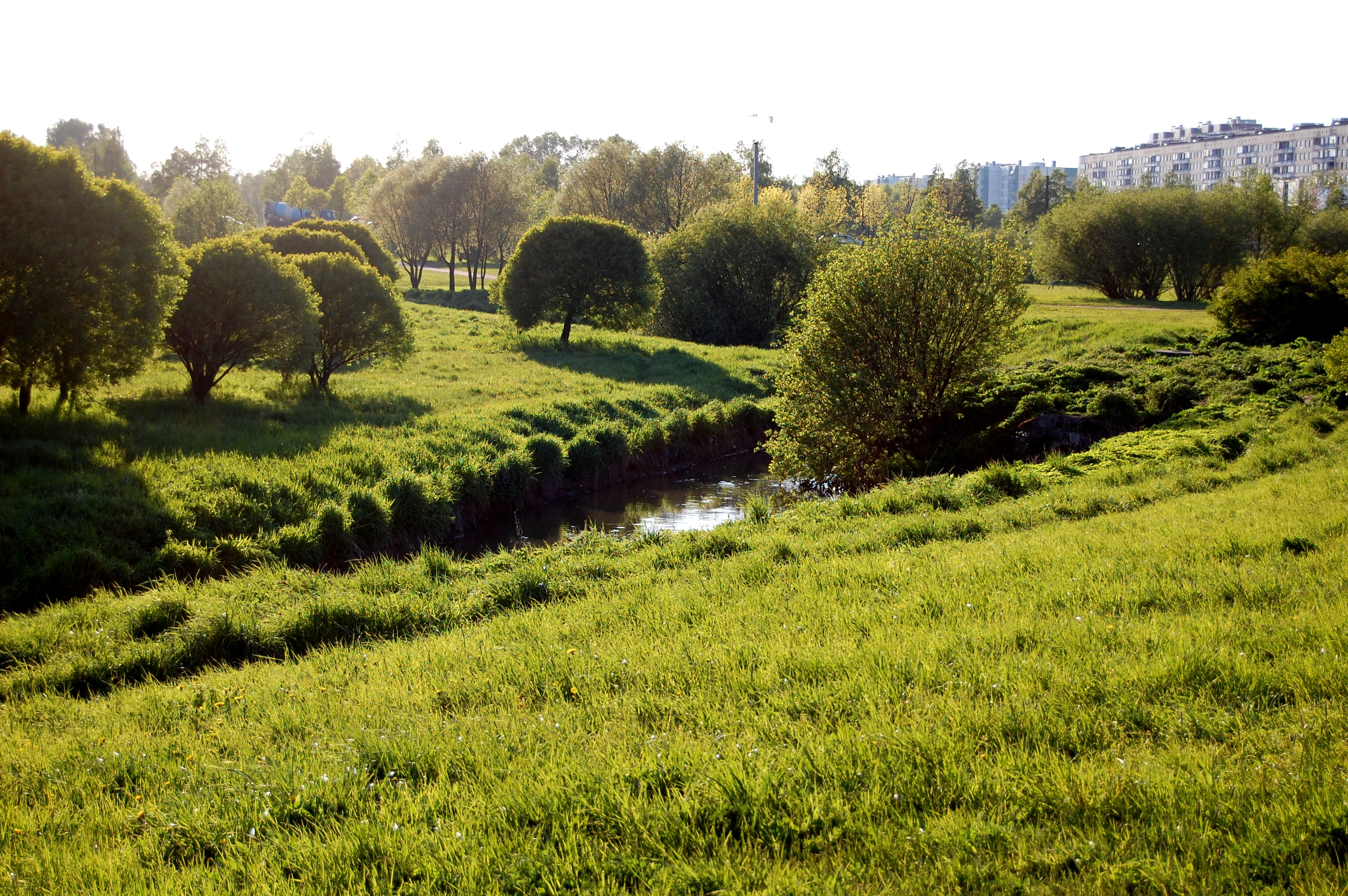
Муринский ручей (южная граница округа)

- на западе — с муниципальным округом Северный по улице Демьяна Бедного.

## Население
| 2002    | 2010    | 2012    | 2013    | 2014    | 2015    | 2016    | 2017    | 2018    |
| ------- | ------- | ------- | ------- | ------- | ------- | ------- | ------- | ------- |
| 64 937  | ↗70 145 | ↗71 304 | ↗72 027 | ↗73 012 | ↗73 727 | ↗74 249 | ↗75 101 | ↗75 566 |
| 2019    | 2020    | 2021    | 2023    | 2025    |         |         |         |         |
| ↘74 988 | ↘74 361 | ↗78 843 | ↘77 426 | ↘76 729 |         |         |         |         |

## Местное самоуправление
Местное самоуправление в округе осуществляется на основании устава, который был принят решением муниципального совета округа от  22 марта 2011 года № 02-04/015.
Представительным органом местного самоуправления является муниципальный совет, состоящий из 20 депутатов, избираемых на муниципальных выборах сроком на 5 лет. Его возглавляет глава муниципального образования, им является Суворов Алексей Борисович
Исполнительно-распорядительным органом местного самоуправления является местная администрация. Главой местной администрации является Кухарева Галина Викторовна.

## Экономика
На территории округа располагается хлебозавод ОАО «Хлебный дом».
На территории округа развита розничная торговля. Имеются гипермаркеты «О'Кей», «Карусель», универсамы «Северный», «Перекрёсток», «Пятёрочка», «Квартал», «Нетто», «Магнит» и большое количество других магазинов.
Из предприятий общественного питания имеются рестораны «Мацони» и несколько кафе.

## Транспорт
Основными транспортными магистралями округа являются:
- Улица Брянцева
- Верхняя улица
- Улица Ушинского
- Улица Демьяна Бедного
- Проспект Луначарского
- Улица Ольги Форш
- Проспект Просвещения
- Светлановский проспект
- Суздальский проспект
- Учительская улица
- Тимуровская улица

Станций метрополитена на территории нет.
Наземный общественный транспорт в округе представлен:
- трамвайными маршрутами №№ 51, 61, 100
- троллейбусными маршрутами №№ 6, 13, 21, 38, 40
- социальными автобусными маршрутами №№ 40, 60, 69, 93, 98, 102, 121, 139, 153, 176, 178, 193, 199, 208, 240, 247, 271, 272
- областным социальным автобусным маршрутом № 205
- коммерческим автобусным маршрутом № 827

## Социальная сфера
На территории округа расположены:
- НИИ «Электромера»;
- Акушерский Колледж, профессиональное училище № 107, профессиональные лицеи «Краснодеревец», «Метростроя», «Высшая банковская школа»;
- 5 общеобразовательных школ;
- детская спортивная школа;
- 15 детских садов;
- 3 поликлиники.